# Saint-Jouin-de-Blavou
Saint-Jouin-de-Blavou is een gemeente in het Franse departement Orne (regio Normandië) en telt 309 inwoners (1999). De plaats maakt deel uit van het arrondissement Mortagne-au-Perche.

## Geografie
De oppervlakte van Saint-Jouin-de-Blavou bedraagt 17,8 km², de bevolkingsdichtheid is 17,4 inwoners per km².
De onderstaande kaart toont de ligging van Saint-Jouin-de-Blavou met de belangrijkste infrastructuur en aangrenzende gemeenten.

## Demografie
Onderstaande figuur toont het verloop van het inwonertal (bron: INSEE-tellingen).